# Ongezoomd sterrenmos
Ongezoomd sterrenmos (Mnium stellare) is een soort uit het geslacht sterrenmos (Mnium).

## Ecologie
Ongezoomd sterrenmos komt voor op humusrijk leem, lemig zand en verweerd Limburgs Krijt dat zwak zuur tot enigszins basisch is. De soort heeft een sterke voorkeur voor beschaduwd, verticaal substraat.